# Ackley
Ackley és una població dels Estats Units a l'estat d'Iowa. Segons el cens del July 2006 tenia 1.715 habitants.

## Demografia
Segons el cens del 2000, Ackley tenia 1.809 habitants, 734 habitatges, i 482 famílies. La densitat de població era de 285,1 habitants per km².
Dels 734 habitatges en un 29% hi vivien nens de menys de 18 anys, en un 55,6% hi vivien parelles casades, en un 7,5% dones solteres, i en un 34,2% no eren unitats familiars. En el 32,3% dels habitatges hi vivien persones soles el 18,8% de les quals corresponia a persones de 65 anys o més que vivien soles. El nombre mitjà de persones vivint en cada habitatge era de 2,32 i el nombre mitjà de persones que vivien en cada família era de 2,94.
Per edats la població es repartia de la següent manera: un 23,4% tenia menys de 18 anys, un 6% entre 18 i 24, un 22,4% entre 25 i 44, un 21,8% de 45 a 60 i un 26,5% 65 anys o més.
L'edat mediana era de 44 anys. Per cada 100 dones de 18 o més anys hi havia 80,9 homes.
Entorn del 5,8% de les famílies i el 8,3% de la població estaven per davall del llindar de pobresa.

## Poblacions més properes
El següent diagrama mostra les poblacions més properes.